# Neutronkilde
En neutronkilde er enhver enhed der udsender neutroner, uanset hvilken mekanisme der anvendes til at producere neutronerne. Neutronkilde-enheder anvendes indenfor fysik, ingeniørarbejde, lægevidenskab, atomvåben, råolieudforskning, biologi, kemi og atomkraft.
Blandt neutronkilde-variabler er energien af de neutroner, der udledes af kilden, den rate hvorved neutronerne udledes af kilden, kildens størrelse, udgifterne til at eje og vedligeholde kilden og statslige reguleringer relateret til kilden.
| Fysik | Spire Denne artikel om fysik er en spire som bør udbygges. Du er velkommen til at hjælpe Wikipedia ved at udvide den. |